# Milan Kvržić
Milan Kvržić (* 16. Mai 2004 in Rottenburg am Neckar) ist ein deutscher Volleyballspieler.

## Karriere
Milan Kvržić begann seine Karriere im Alter von acht Jahren beim TV Rottenburg, mit dem er später die deutsche U16-Meisterschaft gewann. Bei der U19-Weltmeisterschaft im Iran kam er mit der deutschen Nachwuchsnationalmannschaft auf den achten Platz. Von 2019 bis 2022 spielte der Zuspieler mit den Volley Youngstars, dem Nachwuchs des VfB Friedrichshafen, in der zweiten Liga Süd und trainierte in der Erstliga-Mannschaft mit. Parallel dazu kam er von 2020 bis 2023 auch beim VC Olympia Berlin zum Einsatz, der zunächst in der ersten und dann in der zweiten Liga spielte. In der Endphase der Saison 2022/23 kehrte Kvržić vorübergehend nach Rottenburg zurück. Danach wechselte Kvržić zum Erstliga-Aufsteiger Baden Volleys SSC Karlsruhe. Die Karlsruher schieden im DVV-Pokal-Achtelfinale aus, erreichten aber in der Bundesliga direkt die Playoffs. 2024 wechselte der Zuspieler wieder zum Ligakonkurrenten VfB Friedrichshafen.